# Iván Orlov (filósofo)
Iván Yefímovich Orlov Ива́н Ефи́мович Орлóв (1 de octubre de 1886, Galich, distrito de Kostromá, Rusia – 1936) fue un filósofo, precursor de la relevancia lógica y otras subestructuras lógicas, y un químico industrial. La fecha de su muerte es desconocida pero se cree que no ocurrió antes de 1936.

## Educación y carrera científica
Orlov estudió en la Facultad de Ciencias Naturales de la Universidad de Moscú. Su carrera académica comenzó en 1916, cuando publicó varios documentos relacionados al método del razonamiento inductivo y la noción de prueba inductiva]. Durante los siguientes 7 años publicó trabajos no científicos, presuntamente por la agitación política de la era. En los años 20, enseñó en la recién establecida Academia Comunista, y fue un oficial en el Instituto Químico.
En 1923 Orlov retomó su actividad académica, volviéndose muy productivo. La mayoría de sus documentos fueron publicados en los principales diarios ideológicos soviéticos, donde creó polémica para las formas típicas de ese momento. El trabajo de Orlov se refería a la filosofía de las matemáticas y la lógica, especialmente en la llamada dialéctica lógica. Escribió también sobre la teoría de la probabilidad, la psicología, la teoría de la música, y la ingeniería química.

## Lógica
Analizando el desarrollo de las ciencias naturales, buscó destapar su lógica específica. Según Orlov, las leyes del pensamiento se deben tratar como reglas formales, atadas a leyes de la identidad y la contradicción (cuando Orlov escribió esto, todavía no se habían inventado la deducción natural, el cálculo secuencial ni las tablas semánticas). Debe buscarse la relación semántica entre el antecedente y el consecuente. La principal "contradicción de la lógica" se manifiesta en el enlace de la premisa y el corolario, y requiere una lógica diferente a la tradicional. Si se insiste en que el corolario es una condición necesaria de las premisas, entonces, según Orlov, necesariamente se llegaría a una lógica no aristotélica, dialéctica por naturaleza.

### La lógica de la compatibilidad de las proposiciones
Orlov propuso una lógica de este tipo sólo en su trabajo The Logic of Compatibility of Propositions publicado en 1928 en un diario matemático soviético. Este documento analizaba el problema de compatibilidad (incompatibilidad) de las proposiciones a través del prisma interpretativo de un procedimiento de implicancia.
El trabajo de Orlov fue poco conocido durante mucho tiempo, porque sus publicaciones, todas en ruso, fueron casi totalmente desconocidas fuera de la Unión Soviética. 

## Química industrial
Alrededor de 1928, Orlov dejó de publicar trabajos sobre lógica y filosofía, poniéndose a trabajar en química industrial, especialmente en la producción de bromo y yodo, y también en traducir escritos del alemán al ruso.